# Samuel W. Black
Samuel W. Black, född 3 september 1816 i Pittsburgh, Pennsylvania, död 27 juni 1862 i Hanover County, Virginia, var en amerikansk demokratisk politiker och militär. Han var Nebraskaterritoriets guvernör 2 maj 1859–24 februari 1861. Han stupade i slaget vid Gaines Mill i amerikanska inbördeskriget.
Black tjänstgjorde som överstelöjtnant i USA:s armé i mexikansk–amerikanska kriget.
Black tillträdde 1859 som Nebraskaterritoriets guvernör och avgick 1861. Han deltog i amerikanska inbördeskriget som överste i nordstaternas armé och stupade 1862 i slaget vid Gaines Mill. Black gravsattes på Allegheny Cemetery i Pittsburgh.